# Skalet-Ryggens naturreservat
Skalet-Ryggens naturreservat är ett naturreservat i Härjedalens kommun i Jämtlands län.
Området är naturskyddat sedan 2020 och är 71 hektar stort. Reservatet ligger nordost om Överberg och består av en bäckravin och gammal granskog. 